# FIS Games
I FIS Games sono una competizione sportiva a cadenza quadriennale che verrà organizzata dalla Federazione internazionale sci e snowboard a partire dal 2028 in cui saranno assegnati titoli però ogni disciplina sotto il patrocinio della FIS.

## Storia e caratteristiche
I FIS Games sono stati ideati dalla Federazione internazionale sci e snowboard durante il 54º Congresso FIS tenutosi nel maggio 2023 a Zurigo, in Svizzera. L'idea dietro all'organizzazione di questi giochi è quella di posizionare una grande competizione anche nelle stagioni di transizione prive dei Giochi olimpici invernali e dei vari Campionati mondiali, nelle quali quindi fino al 2024 si sono disputate le sole Coppe del Mondo di disciplina. I FIS Games saranno il più grande di tutti gli eventi di sport invernali, dato che riuniranno tutte le discipline sotto il patrocinio della FIS, anche quelle non olimpiche o paralimpiche. I giochi si svolgeranno nell'arco di 16 giorni, la competizione potrà essere ospitata da più di una regione, in diverse località, anche oltre confine. Oltre a offrire lo spettacolo di livello mondiale che si prefissano, i giochi saranno organizzati e svolti all'insegna della sostenibilità e dell’inclusività, a tal fine, i FIS Games si potranno svolgere solamente presso strutture già esistenti così da ridurre al minimo l'impatto ambientale che essi comporterebbero.
Sono già state rese note le candidature delle due località interessate a ospitare la prima edizione del 2028; la località verrà annunciata il 4 giugno 2024 durante il 55º Congresso FIS che si terrà a Reykjavik.

## Discipline e specialità
Nella seguente tabella sono elencate tutte le potenziali competizioni, ognuna sia maschile sia femminile, che attribuiranno le medaglie ai FIS Games. Il programma di ogni singola edizione verrà stabilito in base alle caratteristiche e alle strutture offerte dalla località designata, per perseguire l'obiettivo di utilizzare solo strutture preesistenti in ottica sostenibile.
| Disiplina                                                    | Specialità                               |
| ------------------------------------------------------------ | ---------------------------------------- |
| Sci alpino                                                   | Discesa libera                           |
| Sci alpino                                                   | Supergigante                             |
| Sci alpino                                                   | Slalom gigante                           |
| Sci alpino                                                   | Slalom speciale                          |
| Sci alpino                                                   | Combinata alpina                         |
| Sci alpino                                                   | Gara a squadre                           |
| Sci di fondo                                                 | Sprint                                   |
| Sci di fondo                                                 | Sprint a squadre                         |
| Sci di fondo                                                 | 10 km tecnica mista                      |
| Sci di fondo                                                 | 15 km tecnica mista                      |
| Sci di fondo                                                 | Inseguimento                             |
| Sci di fondo                                                 | 10 km/15 km individuale C/L              |
| Sci di fondo                                                 | 30 km/50 km partenza in linea C/L        |
| Freestyle                                                    | Salti                                    |
| Freestyle                                                    | Salti a squadre                          |
| Freestyle                                                    | Gobbe                                    |
| Freestyle                                                    | Gobbe in parallelo                       |
| Freestyle                                                    | Gobbe in parallelo a squadre             |
| Freestyle                                                    | Ski cross                                |
| Freestyle                                                    | Ski cross a squadre                      |
| Freestyle                                                    | Halfpipe                                 |
| Freestyle                                                    | Slopestyle                               |
| Freestyle                                                    | Big air                                  |
| Snowboard                                                    | Slalom parallelo                         |
| Snowboard                                                    | Slalom gigante parallelo                 |
| Snowboard                                                    | Slalom gigante parallelo a squadre       |
| Snowboard                                                    | Snowboard cross                          |
| Snowboard                                                    | Snowboard cross a squadre                |
| Snowboard                                                    | Halfpipe                                 |
| Snowboard                                                    | Slopestyle                               |
| Snowboard                                                    | Big air                                  |
| Freeride                                                     | Sci                                      |
| Freeride                                                     | Snowboard                                |
| Combinata nordica                                            | Trampolino normale-individuale Gundersen |
| Combinata nordica                                            | Trampolino lungo-individuale Gundersen   |
| Combinata nordica                                            | Gara a squadre                           |
| Combinata nordica                                            | Gara a squadre miste                     |
| Salto con gli sci                                            | Trampolino normale                       |
| Salto con gli sci                                            | Trampolino normale a squadre             |
| Salto con gli sci                                            | Trampolino lungo                         |
| Salto con gli sci                                            | Trampolino lungo a squadre               |
| Salto con gli sci                                            | Gara a squadre miste                     |
| Salto con gli sci                                            | Volo con gli sci                         |
| Sci di velocità                                              | -                                        |
| Telemark                                                     | Classico                                 |
| Telemark                                                     | Sprint                                   |
| Telemark                                                     | Sprint parallelo                         |
| Telemark                                                     | Sprint parallelo a squadre               |
| Sci alpino paralimpico (disabili visivi, in piedi, seduti)   | Discesa libera                           |
| Sci alpino paralimpico (disabili visivi, in piedi, seduti)   | Supergigante                             |
| Sci alpino paralimpico (disabili visivi, in piedi, seduti)   | Slalom gigante                           |
| Sci alpino paralimpico (disabili visivi, in piedi, seduti)   | Slalom speciale                          |
| Sci alpino paralimpico (disabili visivi, in piedi, seduti)   | Combinata alpina                         |
| Sci alpino paralimpico (disabili visivi, in piedi, seduti)   | Slalom parallelo                         |
| Snowboard paralimpico (SB-UL, SB-LL1, SB-LL2)                | Snowboard cross                          |
| Snowboard paralimpico (SB-UL, SB-LL1, SB-LL2)                | Banked slalom doppio                     |
| Snowboard paralimpico (SB-UL, SB-LL1, SB-LL2)                | Gara a squadre                           |
| Sci di fondo paralimpico (disabili visivi, in piedi, seduti) | Individuale                              |
| Sci di fondo paralimpico (disabili visivi, in piedi, seduti) | Inseguimento                             |
| Sci di fondo paralimpico (disabili visivi, in piedi, seduti) | Inseguimento misto                       |
| Sci di fondo paralimpico (disabili visivi, in piedi, seduti) | Sprint                                   |

## Edizioni
| Anno | Evento         | Località                                                                      | Paese                                                                         | Date |
| ---- | -------------- | ----------------------------------------------------------------------------- | ----------------------------------------------------------------------------- | ---- |
| 2028 | FIS Games 2028 | TBA Località candidate: Lillehammer/Hafjell (NOR) Sankt Moritz/Engadina (CHE) | TBA Località candidate: Lillehammer/Hafjell (NOR) Sankt Moritz/Engadina (CHE) | TBD  |